# Sphaerolobium linophyllum
Sphaerolobium linophyllum là một loài thực vật có hoa trong họ Đậu. Loài này được (Hugel) Benth. miêu tả khoa học đầu tiên.